# Nina Ortlieb
Nina Ortlieb (ur. 2 kwietnia 1996) – austriacka narciarka alpejska, wicemistrzyni świata i dwukrotna medalistka mistrzostw świata juniorów.

## Kariera
Po raz pierwszy na arenie międzynarodowej Nina Ortlieb pojawiła się 24 listopada 2011 roku w Kaunertal, gdzie w zawodach juniorskich w slalomie zajęła 25. miejsce. W 2013 roku wystartowała na mistrzostwach świata juniorów w Quebecu, gdzie jej najlepszym wynikiem było dwunaste miejsce w zjeździe. Podczas rozgrywanych dwa lata później mistrzostw świata juniorów w Hafjell zwyciężyła w gigancie. W zawodach tych wyprzedziła bezpośrednio swą rodaczkę, Stephanie Brunner oraz Valérie Grenier z Kanady. Ponadto na mistrzostwach świata juniorów w Soczi w 2016 roku była najlepsza w supergigancie.
W zawodach Pucharu Świata zadebiutowała 12 stycznia 2014 roku w Altenmarkt, gdzie nie ukończyła superkombinacji. Pierwsze pucharowe punkty wywalczyła 17 marca 2016 roku w Sankt Moritz, zajmując 11. miejsce w supergigancie. Na podium zawodów tego cyklu pierwszy raz stanęła 22 lutego 2020 roku w Crans-Montana, kończąc zjazd na trzeciej pozycji. Wyprzedziły ją jedynie dwie Szwajcarki: Lara Gut-Behrami i Corinne Suter. W sezonie 2019/2020 zajęła 12. miejsce w klasyfikacji generalnej, w klasyfikacji supergiganta była szósta, a w klasyfikacji zjazdu ósma.
Podczas mistrzostw świata w Courchevel/Méribel w 2023 roku wywalczyła srebrny medal w zjeździe. W zawodach tych rozdzieliła Szwajcarki: Jasmine Flury i Corinne Suter.
Jej ojcem jest Patrick Ortlieb, mistrz olimpijski w zjeździe z 1992 roku.

## Osiągnięcia

### Mistrzostwa świata
| Miejsce | Dzień     | Rok  | Miejscowość        | Konkurencja | Czas biegu | Strata | Zwyciężczyni  |
| ------- | --------- | ---- | ------------------ | ----------- | ---------- | ------ | ------------- |
| 2.      | 11 lutego | 2023 | Courchevel/Méribel | Zjazd       | 1:28,03    | +0,04  | Jasmine Flury |

### Mistrzostwa świata juniorów
| Miejsce | Dzień     | Rok  | Miejscowość | Konkurencja     | Czas biegu | Strata | Zwyciężczyni         |
| ------- | --------- | ---- | ----------- | --------------- | ---------- | ------ | -------------------- |
| DNF1    | 21 lutego | 2013 | Québec      | Slalom          | 1:52,10    | -      | Magdalena Fjällström |
| DNF1    | 22 lutego | 2013 | Québec      | Gigant          | 2:22,23    | -      | Lisa-Maria Zeller    |
| 12.     | 26 lutego | 2013 | Québec      | Zjazd           | 1:11,18    | +0,91  | Jennifer Piot        |
| 1.      | 7 marca   | 2015 | Hafjell     | Gigant          | 2:25,14    | -      | -                    |
| 8.      | 10 marca  | 2015 | Hafjell     | Supergigant     | 1:23,81    | +1,34  | Federica Sosio       |
| DNF2    | 10 marca  | 2015 | Hafjell     | Superkombinacja | 2:08,54    | -      | Rahel Kopp           |
| 32.     | 10 marca  | 2015 | Hafjell     | Zjazd           | 1:32,58    | +3,21  | Mina Fürst Holtmann  |
| 7.      | 27 lutego | 2016 | Soczi       | Zjazd           | 1:13,95    | +0,74  | Valérie Grenier      |
| 1.      | 29 lutego | 2016 | Soczi       | Supergigant     | 1:10,48    | -      | -                    |
| 16.     | 1 marca   | 2016 | Soczi       | Superkombinacja | 1:59,32    | +4,37  | Aline Danioth        |
| 5.      | 2 marca   | 2016 | Soczi       | Gigant          | 2:12,39    | +0,96  | Jasmina Suter        |
| 5.      | 8 marca   | 2017 | Åre         | Zjazd           | 1:25,27    | +0,61  | Alice Merryweather   |
| 4.      | 9 marca   | 2017 | Åre         | Supergigant     | 1:15,10    | +1,41  | Nadine Fest          |
| DNF1    | 10 marca  | 2017 | Åre         | Superkombinacja | 2:09,05    | -      | Nadine Fest          |
| 5.      | 12 marca  | 2017 | Åre         | Gigant          | 1:58,38    | +1,48  | Laura Pirovano       |

### Puchar Świata

#### Miejsca w klasyfikacji generalnej
- sezon 2013/2014: nie sklasyfikowana
- sezon 2015/2016: 95.
- sezon 2016/2017: nie sklasyfikowana
- sezon 2017/2018: 100.
- sezon 2018/2019: 71.
- sezon 2019/2020: 12.
- sezon 2020/2021: 61.
- sezon 2022/2023: 29.

#### Miejsca na podium w zawodach
1. Crans-Montana – 22 lutego 2020 (zjazd) – 3. miejsce
2. La Thuile – 29 lutego 2020 (supergigant) – 1. miejsce
3. Lake Louise – 3 grudnia 2022 (zjazd) – 2. miejsce
4. Kvitfjell – 5 marca 2023 (supergigant) – 1. miejsce